# Бернар Эзи II д’Альбре

Бернар Эзи II (фр. Bernard-Ezi Ier, Bernard Aiz Ier, лат. Bernardus Aiz de Lebret; ум. до 1155) — сеньор д’Альбре, вероятно, сын Аманье III д’Альбре.

## Биография

### Правление
По реконструкции Ж. де Жургена, Бернар Эзи II был сыном Аманье III д’Альбре.
Бернар Эзи упоминается в документах один раз в 1140 году, когда он подписал хартию, данную аббатству Суш в Бордоле.
В 1155 году он был уже мёртв, поскольку в этом году сеньором д’Альбре упоминается Аманье IV.

### Брак и дети
Имя жены Бернара Эзи неизвестно, она была дочерью виконта Беарна Гастона IV и Талезы Арагонской. Их детьми были:
- Аманье IV (ум. после 1187/1191), сеньор д’Альбре
- Роже
- Режина (ум. после 1155); муж: Арно де Ломань (ум. после 1195), сеньор де Бац